# Jacopo Ripanda
Jacopo Ripanda (Bologne, seconde moitié du XVe siècle – Rome, v.1516) est un peintre italien actif à Bologne et à Rome. 

## Biographie
Les informations concernant Jacopo Ripanda et son activité sont rares, bien que cet artiste ait été très apprécié à son époque.
Ses œuvres ont été principalement réalisées  dans sa ville natale de Bologne et à Rome, en raison de nombreuses commandes papales de fresques dans les églises et les palais du Vatican.
Jacopo est probablement né à Bologne vers la seconde moitié du XVe siècle, est parti à Rome lors du pontificat du pape Alexandre VI afin d'étudier les antiquités classiques. Son intérêt pour les antiquités romaines le porta à l'observation minutieuse des détails  concernant les reliefs de la Colonne Trajane à l'aide d'un appareil de sa conception.
Cet appareil a provoqué beaucoup de discussions et a rendu célèbre Ripanda. Grâce à de son dispositif optique, il était capable de produire de nombreux dessins détaillés. Ceux-ci ont été publiés comme gravures en 1576 par Girolamo Muziano,.
En 1505-1507 Ripanda peint des fresques en clair-obscur illustrant la vie de Jules César et de Trajan au palais de Cardinal Fazio Santorio (maintenant Palais Doria-Pamphilj), aujourd'hui perdues.  
La renommée de ses œuvres lui permit de bénéficier du mécénat du pape qui acheta ses travaux et lui confia une commande afin de décorer à fresque quatre salles avec des scènes de l'histoire classique à l'intérieur du Palazzo dei Conservatori au Capitole. Les peintures de la Sala di Annibale et de la Sala della Lupa existent encore aujourd'hui. 
Ripanda commença les fresques vers 1508, avec une large contribution de son atelier. Il acheva le travail en 1509, sous la papauté de Jules II. Les commandes de Ripanda ont été annulées par le successeur de Pape Alexandre VI, le pape Jules II,.
Toutefois, il a apparemment exécuté les décorations pour les funérailles de Jules II en 1513. 
Sa dernière œuvre connue est un carnet de croquis daté de 1516, qui est censé correspondre à la date de sa mort.

## Style
Selon The Grove Dictionary of Art, le style de Ripanda est « fondamentalement émilien, influencé par Ercole Grandi et Lorenzo Costa, mais adapté au style de peintres comme Pinturicchio et Girolamo Genga ». 
Ripanda est considéré comme un « peintre médiocre », mais les sources de son époque suggèrent que son travail était plus apprécié par sa capacité à reproduire en détail précis de nombreux motifs classiques. Son travail a influencé Baldassarre Peruzzi qui a réalisé les fresques de la Vie de Trajan dans le palais épiscopal d'Ostie.

## Œuvres
- Fresques (1508-1509), Palazzo dei Conservatori, Rome,